# Floresta de los guacamayos
Floresta de los guacamayos es el nombre de un libro de poemas publicado por el autor ecuatoriano Jorge Carrera Andrade en el año de 1964.

## Resumen
Este poemario fue publicado cuando el autor dentro de su carrera diplomática fue enviado a Nicaragua. Por lo que en la ciudad de Managua terminaría de escribirlo y saldría a la luz poco tiempo después.
En este libro empieza a desarrollarse el tema histórico en la obra de Carrera Andrade como también se vera en Crónica de indias y en su libro escrito en prosa titulado El camino del sol.
Además, la poesía de Carrera Andrade se caracteriza por su lenguaje metafórico y plástico, creando poemas que funcionan como "cuartos de espejos" donde las imágenes y metáforas se multiplican. Estos "poema cuadros" trascienden la simple descripción, generando múltiples interpretaciones a través de la yuxtaposición de colores, luminosidad y contrastes. Incluso fuera de su contexto original, estos versos mantienen autonomía y polisemia, invitando a la interpretación personal. Al confrontarlos con las metáforas del guacamayo en su poema "Teoría del guacamayo", el poema se abre a un abanico de significados, donde cada lector construye su propia visión.

## Estructura
El libro consta de los siguientes poemas:
- En la floresta de los guacamayos
- La brasa
- Teoría del guacamayo
- Ocaso de Atahualpa
- Comarcas ignotas
- Los antepasados